# Tel Aviv On Fire
Tel Aviv on Fire (Hebrew: תל אביב על האש, Tel Aviv Al Ha'Esh) es una comedia satírica de 2018 dirigida por Sameh Zoabi y coescrita por Zoabi y Dan Kleinman. El film fue premiado en el Festival Internacional de Cine de Venecia de 2018 en la sección Orizzonti, donde Kais Nashef ganó el premio al mejor actor. El estreno israelí se produjo en el Festival Internacional de Cine de Haifa, donde ganó el Premio a la mejor película y al mejor guion. Fue seleccionada por Luxemburgo para representar a los Premios de Academia a la película en habla no inglesa aunque no fue finalmente nominada.

## Argumento
Salem (Kais Nashef) es un palestino que vive en Jerusalén Este. Es ayudante de producción en una telenovela  Tel Aviv on fire en Ramallah. El programa, que es muy popular entre palestinos e israelíes, cuenta la historia de una espía palestina que se enamora de un oficial israelí. Asi (Yaniv Biton), un oficial del punto de control de Salem debe pasar todos los días para ir a trabajar, le dice a Salem que el diálogo militar del programa no es realista y escribe su propio guion. Salem usa el diálogo de Asi en el programa e impresiona a los productores y a la estrella, Tala (Lubna Azabal), por lo que Salem es ascendido repentinamente a guionista de tiempo completo. Solo hay un problema. Salem no puede escribir esos guiones y debe aprender rápidamente.
Para evitar ser despedido, Salem hace un trato con Asi, que lo ayuda a escribir a cambio de un buen hummus, y le promete que la trama de la serie terminará en una boda. Salem convence a los productores para que concluyan la temporada del espectáculo con una boda, pero los productores palestinos exigen que la espía haga estallar una bomba en la boda, matándose a sí misma, al oficial israelí y a sus camaradas.
Salem se libra de este problema haciendo que Asi aparezca en el programa como un personaje que interrumpe la boda antes de que la bomba explote. Eso permite que Tel Aviv on fire tenga una segunda temporada y Salem siga trabajando. Su empleo continuo también resuelve una trama secundaria en la que está tratando de recuperar a su novia, Maryam (Maisa Abd Alhady), que lo acusa de ser incapaz de mantener un trabajo.

## Reparto
- Kais Nashef, Salem Abbas
- Yaniv Bitton, Asi Tsur
- Maisa Abd Alhady, Maryam
- Lubna Azabal, Tala
- Nadim Sawalha, Bassem
- Laëtitia Eïdo, Maisa

## Premios y distinciones
Festival Internacional de Cine de Venecia
| Año  | Categoría                    | Trabajo nominado | Resultado |
| ---- | ---------------------------- | ---------------- | --------- |
| 2018 | Premio Orizzonti Mejor actor | Kais Nashef      | Ganador   |